# Nasławice (województwo dolnośląskie)
Nasławice (niem. Naselwitz) – wieś położona w województwie dolnośląskim, w powiecie wrocławskim, w gminie Sobótka.
W latach 1975–1998 miejscowość należała administracyjnie do województwa wrocławskiego.

## Nazwa
Według niemieckiego językoznawcy Heinricha Adamy’ego nazwa miejscowości pochodzi od polskiego nazwiska właścicieli Nazłowiczów lub Nasławiczów. W swoim dziele o nazwach miejscowych na Śląsku wydanym w 1888 roku we Wrocławiu jako starszą od niemieckiej wymienia on nazwę w staropolskiej formie - Nazlowicz podając jej znaczenie "Wohnsitz" czyli po polsku "Siedziba". Miejscowość była prawdopodobnie rodową siedzibą właścicieli o tym nazwisku.
Podobny pogląd prezentuje Konstanty Damrot w swojej pracy o śląskim nazewnictwie z 1896 roku wydanej w Bytomiu gdzie wymienia dwie nazwy polską "Nasławice" oraz niemiecką "Naselwitz" cytując również łaciński dokument z 1335, w którym została ona zapisana po raz pierwszy w zlatynizowanej, staropolskiej formie Naslowicz.
Ze względu na słowiańskie pochodzenie w okresie nazistowskiego reżimu administracja III Rzeszy w 1937 roku zmieniła nazwę na nową, całkowicie niemiecką – Steinberge.

## Zabytki
Do wojewódzkiego rejestru zabytków wpisane są:
- kościół parafialny pw. św. Józefa Oblubieńca w dekanacie Sobótka, poewangelicki, barokowy, zbudowany w 1707 r. oraz rozbudowany w 1766 r., wieża kościelna z 1859 r. W środku świątyni, oprócz barokowego wystroju, znajduje się siedem figur świętych wykonanych w stylu późnogotyckim z przełomu XV i XVI wieku
- kościół gotycki, pochodzący z XIV-XVIII w., zniszczone pozostałości, z zachowanymi resztkami polichromii z czasów powstania kościoła, istnieją niedaleko kościół pw. św. Józefa

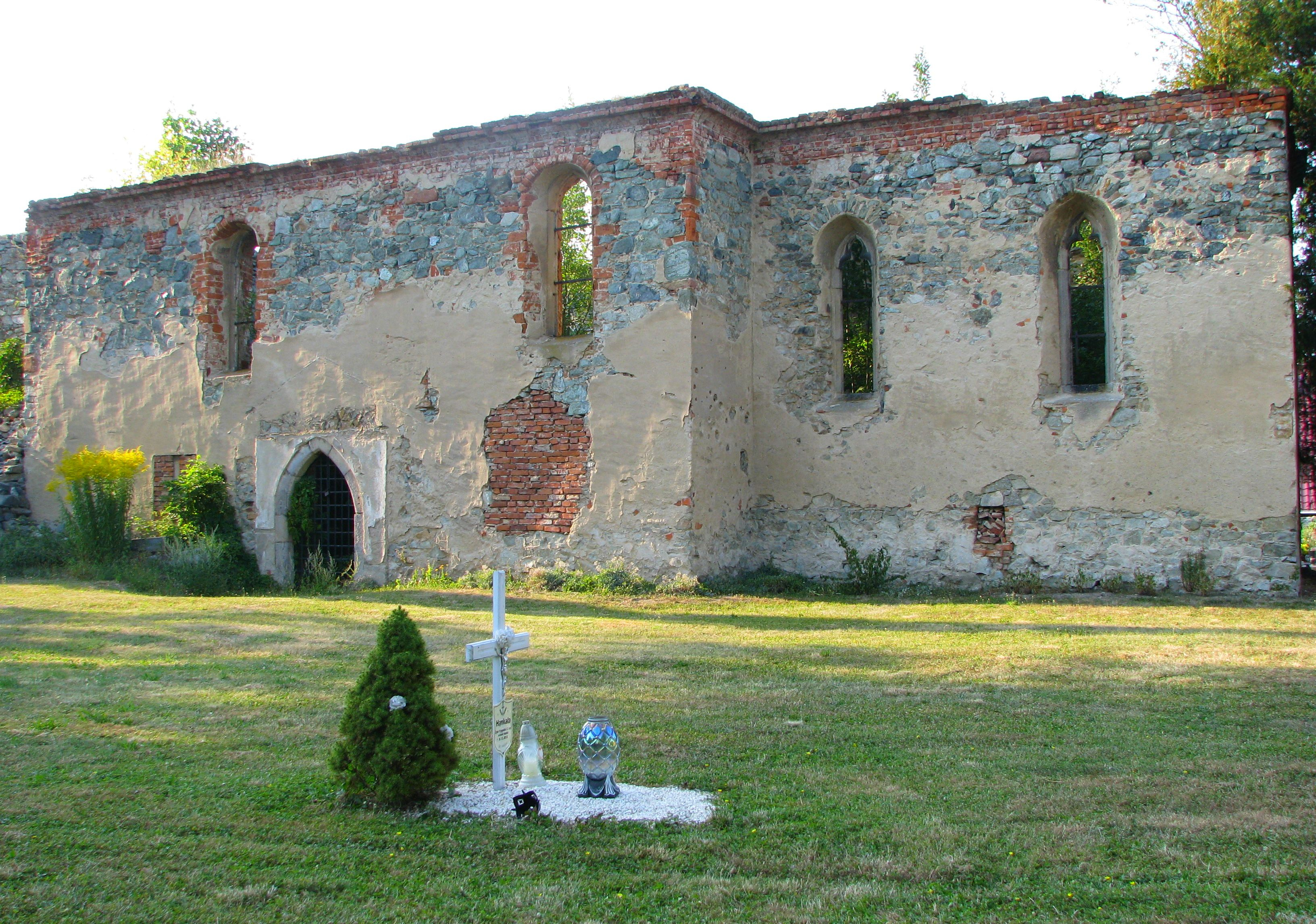
Ruiny dawnego kościoła parafialnego

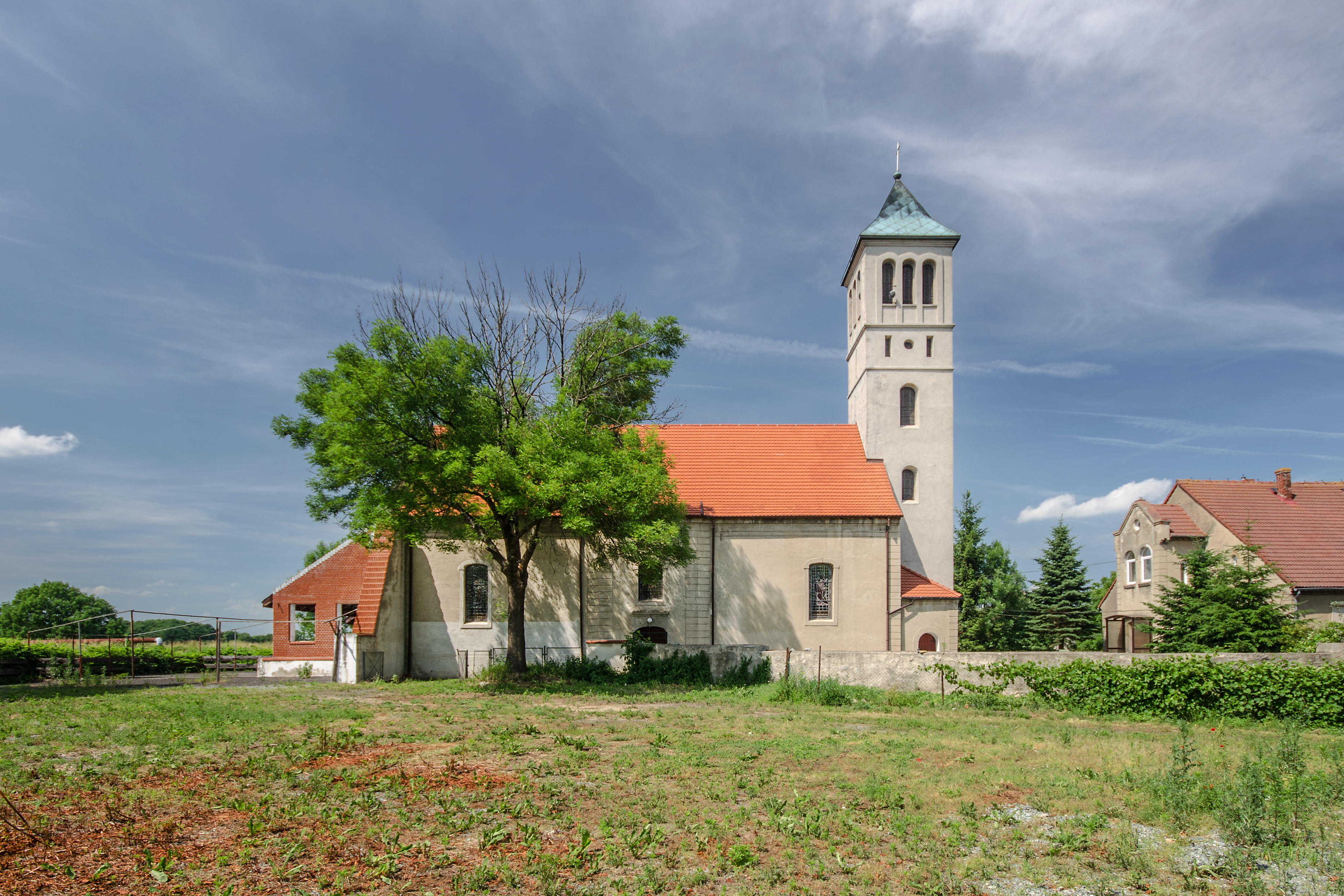
Kościół św. Józefa Oblubieńca NPM

## Przemysł
Między Nasławicami a Jordanowem znajduje się duży, czynny kamieniołom wydobywający serpentynit. Kamieniołom znany jest także, jako miejsce występowania kolekcjonerskich okazów opali i wezuwianu.

## Znane osoby urodzone w Nasławicach[8][9]
- August Lichter (1860–1925), śląski pisarz i poeta był jednym z najwybitniejszych twórców poezji w dialekcie śląskim II polowy XIX w. na Dolnym Śląsku
- Hans Rößler (1889–1965), śląski poeta piszący poezję w dialekcie śląskim. Hans Rößler był siostrzeńcem Roberta Rößlera.